# Marc Aufidi Lurcó
Marc Aufidi Lurcó (en llatí Marcus Aufidius o Alfidius Lurco) o també conegut com a Aufidi Lurcó, va ser un magistrat romà que va viure al segle i aC. Lurcó era membre de la gens Aufídia, una família romana d'estatus plebeu, que va aparèixer a la República Romana i l'Imperi Romà. Es va convertir en una família de rang consular. Lurcó provenia originalment de Fundi (moderna Fondi, Itàlia).
D'acord amb Suetoni, Lurcó tenia un alt càrrec a Roma. Va ser tribú de la plebs el 61 aC i va elaborar la Lex Aufidia de Ambitu, que establia que si un candidat pagava a una tribu als comicis, hauria de pagar a la tribu 3.000 sestercis a l'any durant la seva vida, però si només ho prometia però no ho pagava, quedava exempt. Això va causar una discussió enginyosa entre Lurcó i Publi Clodi Pulcre.
El 59 aC va ser un dels defensors de Luci Valeri Flac. El 52 aC va acusar Sext Clodi de dur el cos de Publi Clodi a la Cúria Hostília i altres actes violents.
Lurcó era l'avi matern de l'emperadriu Lívia Drusil·la, esposa d'August. Va ser la primera persona a Roma que va engreixar paons per vendre, amb el que va fer un gran negoci.